# Euphitrea cribripennis
Euphitrea cribripennis es una especie de insecto coleóptero de la familia Chrysomelidae.
Fue descrita científicamente en 1980 por Chen & Wang.